# محمدلی (آب‌شوران)
محمدلی (به ترکی آذربایجانی: Məmmədli) یک منطقه مسکونی در جمهوری آذربایجان است که در شهرستان آب‌شوران واقع شده است. محمدلی ۲۷۵۸ نفر جمعیت دارد.